# Орден Звезды Индии
Высочайший орден Звезды Индии (англ. The Most Exalted Order of the Star of India) — рыцарский орден, основанный королевой Викторией 25 июня 1861 года, включающий членов трёх степеней:
1. Рыцарь — великий командор (англ. Knight Grand Commander — GCSI)
2. Рыцарь-командор (англ. Knight Commander — KCSI)
3. Компаньон (англ. Companion — CSI)

Звезда ордена была изображена на флаге Вице-Королевства Индия. Орден перестал вручаться с 1947 года в связи с провозглашением независимости Индией, однако официально расформирован не был. После смерти в 2009 году последнего награждённого, бывшего махараджи Алвара Теджа Сингха Прабхакара, орден стал «спящим».

## Галерея

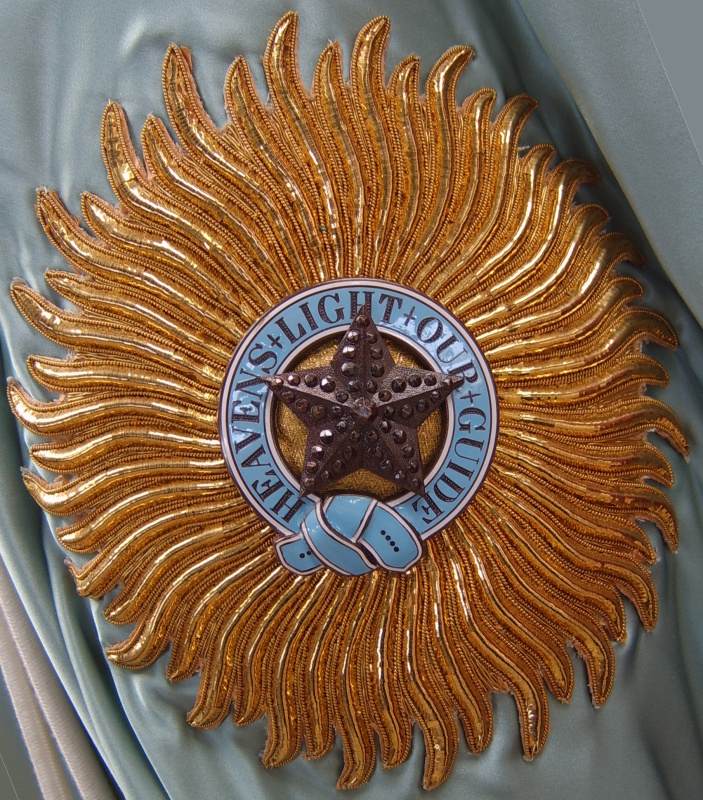
Звезда рыцаря — великого командора (шитая)
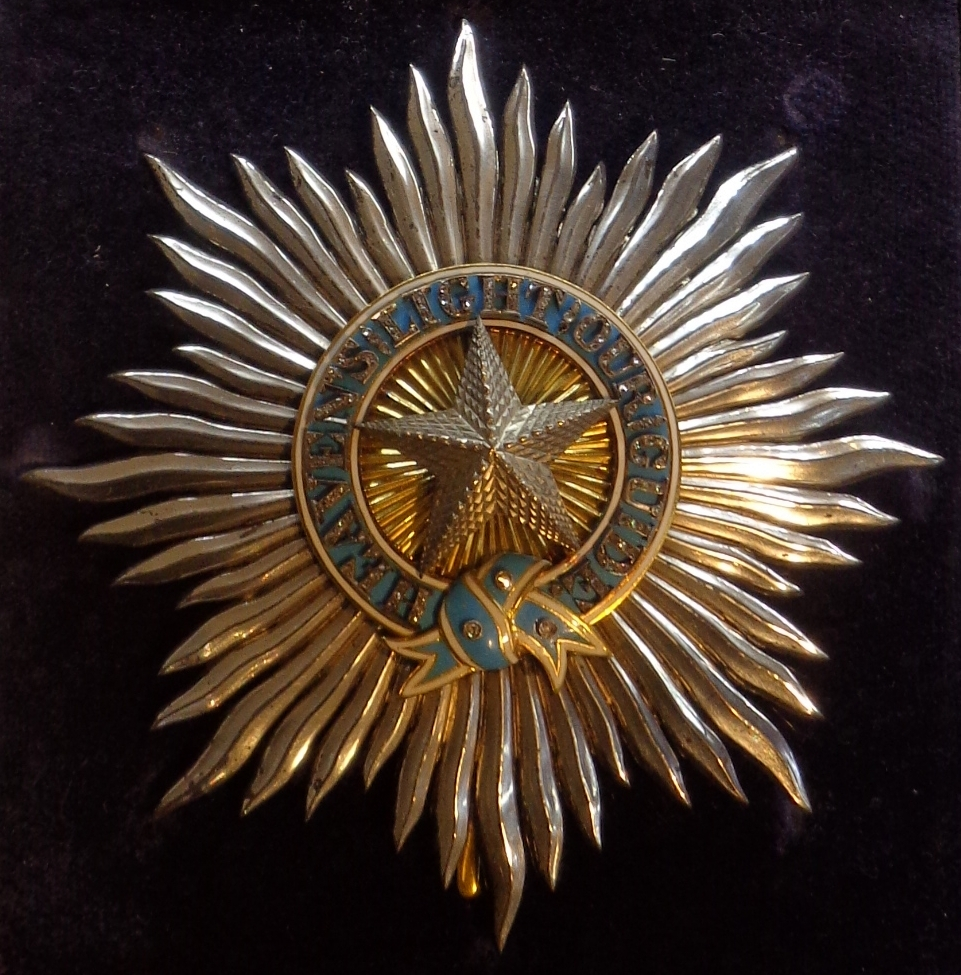
Звезда рыцаря-командора
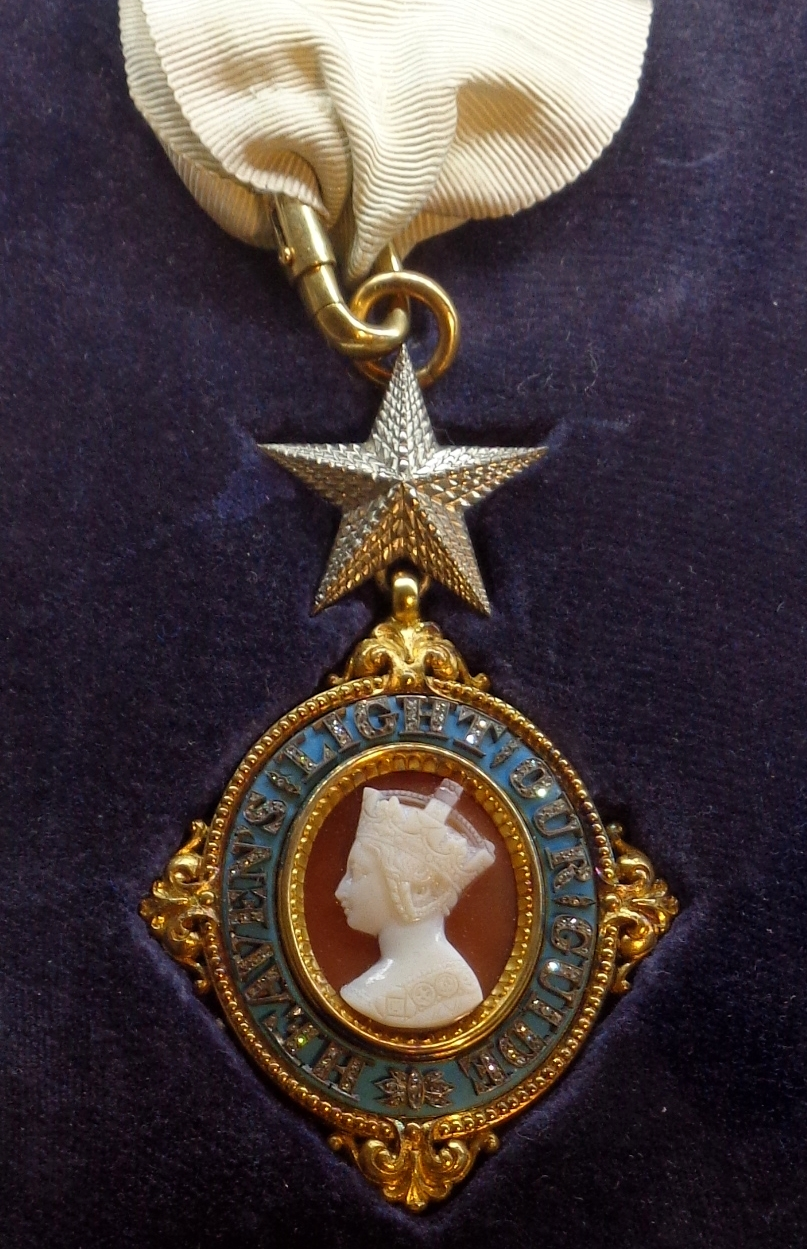
Знак рыцаря-командора